# Gila elegans
Gila elegans es una especie de peces de la familia de los Cyprinidae en el orden de los Cypriniformes.

## Morfología
Los machos pueden llegar alcanzar los 62 cm de longitud total.

## Hábitat
Es un pez de agua dulce.

## Distribución geográfica
Se encuentran en Norteamérica:cuenca del río Colorado en los estados de Wyoming, Colorado, Utah, Nuevo México, Arizona y California, México.
Sólo se conserva en río Verde y tal vez en algunos grandes embalses grandes del Colorado.